# عبدالله الواکد
عبدالله الواکد (عربی: عبد الله الواکد الشهراني)؛ زادهٔ ۲۹ سپتامبر ۱۹۷۵ بازیکن سابق فوتبال اهل عربستان سعودی است.
وی در تیم ملی فوتبال عربستان ۴۷ بازی انجام داده است و عضو این تیم در جام جهانی فوتبال ۲۰۰۲ بوده است.